# Mantius difficilis
Mantius difficilis är en spindelart som beskrevs av George William Peckham och Elizabeth Maria Gifford Peckham 1907. Mantius difficilis ingår i släktet Mantius och familjen hoppspindlar. Inga underarter finns listade i Catalogue of Life.